# Ромалио, Тито (младший)
Ти́то Рома́лио (Эфалио Тито Хозе Ромалио; 19 июля 1951 — 11 мая 2010) — советский и российский киноактёр бразильского происхождения, сын советского киноактёра Тито Ромалио-старшего. Известен своим амплуа чернокожего персонажа в советском кино.

## Биография
Тито Хозе Ромалио родился 19 июля 1951 года в Ленинграде в семье актёра бразильского происхождения Тито Ромалио-старшего. Уже в 5 лет дебютировал в кино в фильме «Приключения Артёмки» (1956), затем снялся в одной из главных ролей в фильме Марка Донского «Здравствуйте, дети!» (1962) вместе со своим младшим братом Михаилом (1953 г. р.). В 1970 году Ромалио окончил Академию русского балета им. А. Я. Вагановой. Отслужил в армии, после чего вернулся к профессиональной карьере актёра и танцора. В 1970-х годах играл в ансамбле «Дружба» под руководством Александра Броневицкого, снимался в кино и на телевидении. Ромалио, будучи чернокожим, перенял отцовское киноамплуа и сыграл много чернокожих персонажей в советском кино — в приключенческих и антиимпериалистических фильмах.
В последние годы работы в кино практически не было. Ромалио и его жена Елена Успенская организовали детский театр «Глобус». Тито также руководил танцевальным коллективом Медицинского колледжа, выступал в ресторанах.

## Убийство
Рано утром 10 мая 2010 года Ромалио делал покупки недалеко от своего дома в супермаркете «Перекрёсток» на Богатырском проспекте в Санкт-Петербурге. Бывший охранник магазина «Перекрёсток» Хамзя Еникеев потребовал у него мобильный телефон. Актёр отказался отдать сотовый, тогда Еникеев набросился на него и избил. Когда Ромалио упал, преступник бил его, уже лежащего на земле, ногами. Потерпевшего доставили в Александровскую больницу, где он умер 11 мая, не приходя в сознание, от множественных травм головы и сильного кровотечения. Избиение частично попало на камеру видеонаблюдения супермаркета. Убийцу, который пытался сбежать на Украину, задержали на станции Дно. Позже он был осуждён на 6 лет исправительной колонии строгого режима. Одной из причин этого убийства наряду с алкогольным опьянением и психопатическим расстройством Еникеева, возможно, была расовая неприязнь.
Тито Ромалио похоронен на Северном кладбище Санкт-Петербурга.

## Фильмография
1. 1956 — Приключения Артёмки
2. 1961 — Человек-амфибия — мальчик — разносчик газет (нет в титрах)
3. 1962 — Здравствуйте, дети! — Поль
4. 1984 — Завещание профессора Доуэля — эпизод (нет в титрах)
5. 1986 — Джек Восьмёркин — «американец» — Чарли, рабочий на ферме в США
6. 1987 — Остров погибших кораблей — Мулат
7. 2009 — Морские дьяволы-3 (серия «Операция „Данаец“») — капитан фанового судна (в тирах Фомалио Тито)